# P3 Granskar
P3 Granskar är ett program i SR P3 Brunchrapporten med "Gräv-Josse", Emmy Rasper och Valeria Helander. Fokus på ämnen som berör unga och att lyssnarna själva ska vara med och granska.